# 4689 Donn
A 4689 Donn (ideiglenes jelöléssel 1980 YB) a Naprendszer kisbolygóövében található aszteroida. Edward L. G. Bowell fedezte fel 1980. december 30-án.